# Deichrecht
Als Deichrecht wird die Gesamtheit der Rechtsnormen bezeichnet, die sich auf die Rechtsverhältnisse der Deiche beziehen. Wichtiger Bereich ist die Regelung der Deichlast. Die Deichlast ist die Verpflichtung für den Erhalt und die Errichtung der Deiche aufzukommen. Daneben wird durch das Deichrecht auch das Eigentum an den Deichen und den Deichgrundstücken geregelt.

## Heutige Rechtslage

### Verfassungsrechtliche Grundlagen
Nach Art. 74 Nr. 17 GG ist der Küstenschutz, zu dem auch die Errichtung der Deiche gehört Gegenstand der konkurrierenden Gesetzgebung, es handelt sich ferner nach Art. 91a Abs. 1 Nr. 3 GG um eine Gemeinschaftsaufgabe des Bundes und der Länder. Danach sind die Bundesländer zur Gesetzgebung befugt, sofern nicht die Bundesrepublik Deutschland von ihrer Gesetzgebungsbefugnis Gebrauch macht. Die Einstufung als Gemeinschaftsaufgabe bewirkt, dass für die der öffentlichen Hand entstehenden Kosten Bund und Länder aufzukommen haben.

### Deichgesetze der Länder
Nach Art. 66 des EGBGB bleiben die landesgesetzlichen Vorschriften, welche dem Deich- und Sielrecht angehören, vom bürgerlichen Recht unberührt.
Die deutschen Küstenländer Niedersachsen, Bremen, Hamburg, Schleswig-Holstein und Mecklenburg-Vorpommern haben in unterschiedlichen Gesetzen Regelungen zum Deichrecht getroffen.
- In Bremen enthält das Bremische Wassergesetz (BremWG)[1] in Abschnitt 5 „Hochwasserschutzanlagen“ Bestimmungen zur Errichtung und der Unterhaltung der Deiche.

(siehe auch: Geschichte des Bremer Deichwesens)
- In Hamburg enthält der Sechste Teil, Abschnitt III des Hamburgischen Wassergesetzes (HWaG)[2] Regelungen zum Deichbau und -ausbau.
- In Mecklenburg-Vorpommern finden sich die Regelungen im Wassergesetz des Landes Mecklenburg-Vorpommern (LWaG) vom 30. November 1992[3]
- Niedersachsen hat das Deichrecht im Niedersächsischen Deichgesetz (NDG) von 1963 mit Regelungen zur Errichtung und Unterhaltung von Deichen geschaffen.  Das Deichgesetz gilt in der Fassung vom 23. Februar 2004, zuletzt geändert durch Gesetz vom 28. Juni 2022 (Nds. GVBl. S. 388).[4]
- In Schleswig-Holstein enthält der Siebte Teil des Wassergesetz des Landes Schleswig-Holstein (Landeswassergesetz - LWG -)[5] Regelungen des Deichwesens
- In Sachsen-Anhalt enthält das Wassergesetz Regelungen für Deiche.

### Heutige Organisation der Deichlast
In Deutschland sind die Eigentümer von Deichgrundstücken zu Deichverbänden zusammengeschlossen. Diese Verbände sind rechtlich Körperschaften des öffentlichen Rechts. Den Deichverbänden obliegt die Errichtung und Unterhaltung der Deiche. Den Verbänden steht jeweils der Deichgraf (auch Deichvogt, Deichrichter, Deichhauptmann) vor. Den Deichverbänden übergeordnet sind Aufsichtsbehörden der Deichverbände. Diese nehmen die  polizeirechtlichen Befugnisse zum Schutz der Deiche wahr und werden auch als Deichpolizei bezeichnet.

### Enteignungen zum Deichbau
Im heutigen Deichrecht ist vorgesehen, dass das Eigentum an den Deichen auf den Staat oder Körperschaften des öffentlichen Rechtes übergeht. Dies ist als eine Form der Legalenteignung nach  Art. 14 Abs. 3 GG durchaus zulässig, da der Hochwasserschutz seinerseits Schutz des Eigentumsrechtes und eine wichtige Aufgabe des Allgemeinwohles ist. Allerdings ist hierbei eine Abwägung der Belangen der Allgemeinheit mit dem Eingriff in das Eigentum unter Berücksichtigung des Verhältnismäßigkeitsprinzips vorzunehmen.